# Adam Paciorek
Adam Artur Paciorek (ur. 31 października 1894, zm. ?) – podpułkownik łączności Wojska Polskiego.

## Życiorys
Urodził się 31 października 1894. Podczas I wojny światowej w rezerwie piechoty C. K. Armii został mianowany podporucznikiem z dniem 1 września 1915, a następnie awansowany na porucznika z dniem 1 listopada 1917. Do 1918 był przydzielony do pułku telegraficznego.
Po zakończeniu wojny został przyjęty do Wojska Polskiego. Podczas wojny polsko-bolszewickiej w stopniu porucznika był szefem łączności i radiotelegrafii 1 Armii. Został awansowany na stopień kapitana łączności ze starszeństwem z dniem 1 czerwca 1919, a następnie na stopień majora ze starszeństwem z dniem 15 sierpnia 1924. W 1923, 1924 jako oficer nadetatowy 2 pułku łączności był przydzielony do Departamentu VI Wojsk Technicznych Ministerstwa Spraw Wojskowych. W 1928 jako oficer nadetatowy 2 pułku łączności był przydzielony do Centralnej Składnicy Inżynieryjnej. W 1932 był oficerem Wojskowego Zakładu Zaopatrzenia Inżynierii. Został mianowany na stopień podpułkownika ze starszeństwem z dniem 1 stycznia 1936. Do 1939 był szefem Biura Wojskowego w Ministerstwie Poczt i Telegrafów.

## Ordery i odznaczenia
- Złoty Krzyż Zasługi (przed 1939)[12]
- Srebrny Krzyż Zasługi (4 marca 1925)[15][16]
- Medal Pamiątkowy za Wojnę 1918–1921[17]
- Medal Dziesięciolecia Odzyskanej Niepodległości[17]
- Medal 10 Rocznicy Wojny Niepodległościowej (Łotwa)[17]

- Brązowy Medal Zasługi Wojskowej na wstążce Krzyża Zasługi Wojskowej (Austro-Węgry, przed 1917[3], z mieczami, przed 1918[4])
- Srebrny Medal Waleczności 2 klasy (Austro-Węgry, przed 1918)[4]
- Złoty Krzyż Zasługi Cywilnej na wstążce Medalu Waleczności (Austro-Węgry, przed 1917)[3][4]